# Chrám svatého Mikuláše (Vinnycja)
Chrám svatého Mikuláše ve Vinnyci ve střední Ukrajině je pravoslavný chrám postavený na levém břehu řeky Jižní Bug.

## Historie
Podle historických dokumentů bylo před rokem 1552 ve Vinnyci otevřeno šest pravoslavných kostelů. Chrám svatého Mikuláše byl pravděpodobně založen Antonem Postelnikem a postaven na místě staršího kostela. Legendy praví, že staviteli byli kyjevskopečerští mniši prchající před Mongoly. Chrám byl navržen v typickém ukrajinském stylu jako tři kopule se zkosenými úhly. Konstrukce nemá hřebíky. Kostely byly v té době ještě obrannými objekty, proto byla jeho zvonice postavena stranou u kamenné zdi a v případě obléhání mohla sloužit jako pevnost.

## Popis
Chrám má tři patra, tři kopule a otevřenou galerii. Je postaven z dubových trámů na kamenné podezdívce. Všechny tři kopule chrámu mají osmiboký půdorys. K západní je připojena obdélníková předsíň. Podlaha centrální části je vyšší než podlaha v babinci. Každá ze tří částí je samostatná věž se třemi patry. Chrám je opláštěn podélnými deskami natřenými zevnitř i zvenčí modře.